# Naturschutzgebiet Löcknitztal-Altlauf
Koordinaten: 53° 7′ 10,1″ N, 11° 17′ 45″ O

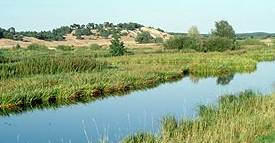
Löcknitz bei Klein Schmölen. Im Hintergrund die Binnendünen

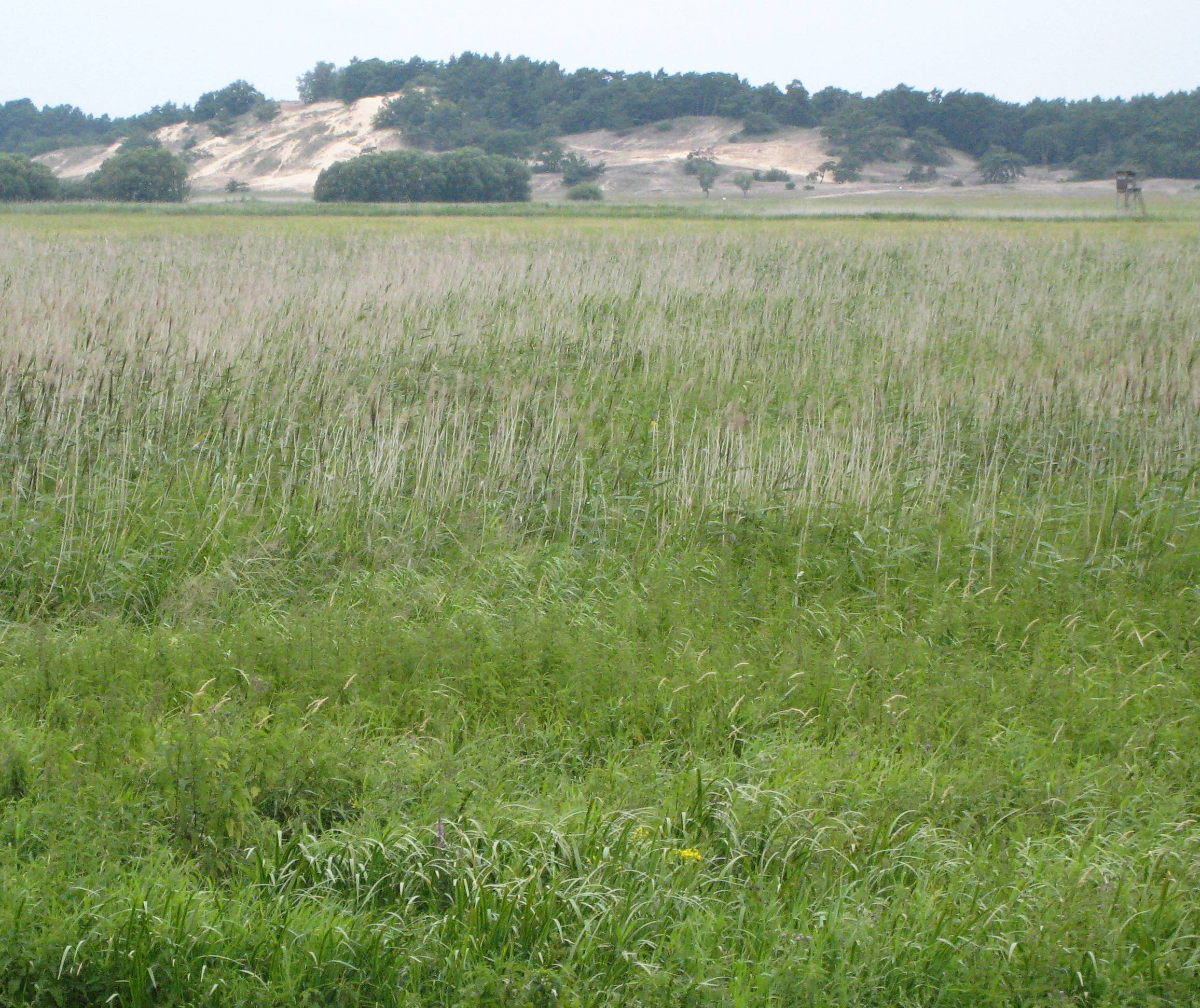
Vegetation

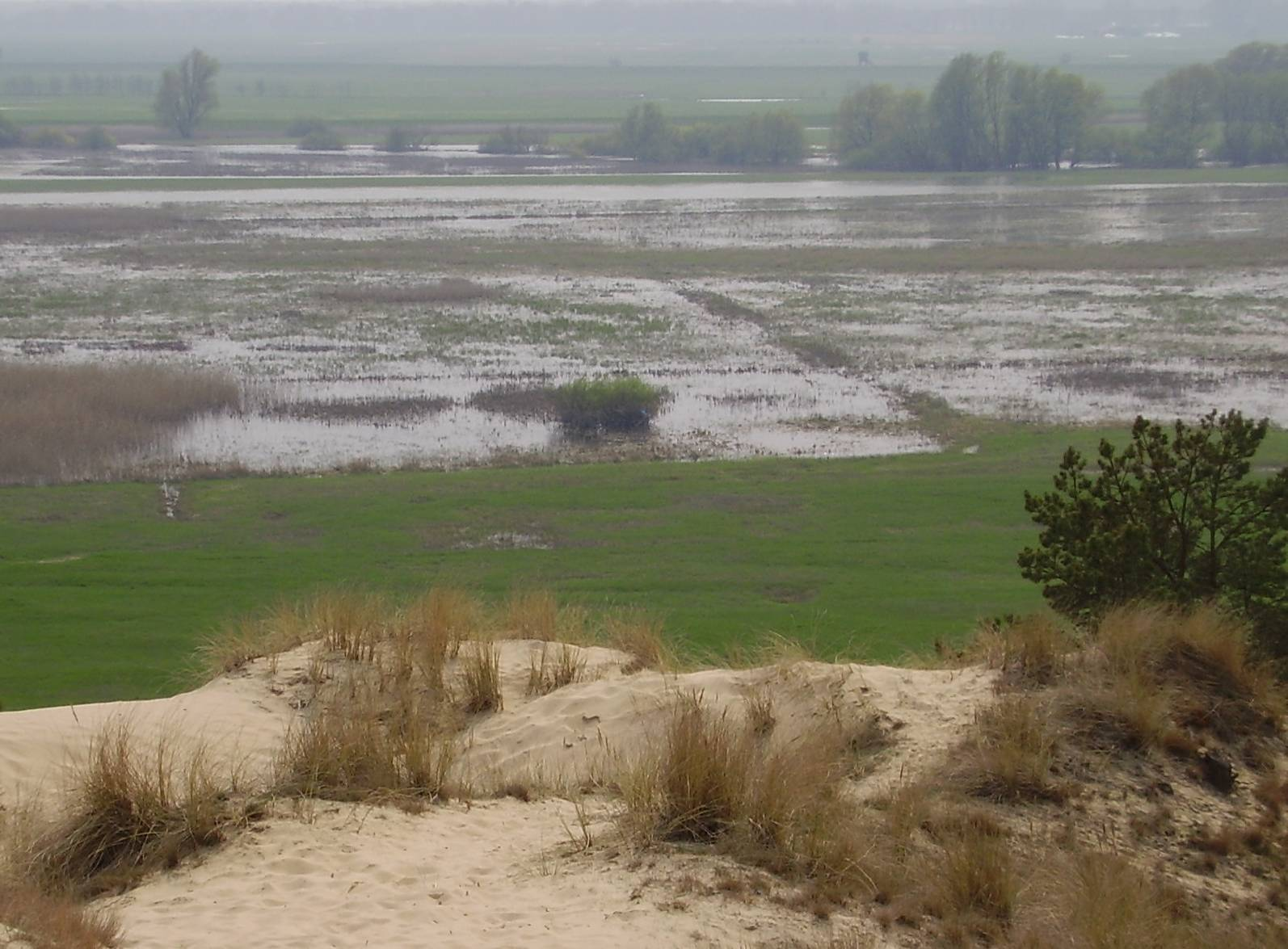
Hochwasser (Blick von Norden in das NSG)

Das Naturschutzgebiet Löcknitztal-Altlauf war ein Naturschutzgebiet in Mecklenburg-Vorpommern, welches am 25. September 1980 ausgewiesen wurde. Es befand sich im Naturpark Mecklenburgisches Elbetal zwischen den Orten Dömitz und Polz. Das Gebiet umfasste einen Teil des Flusses Löcknitz mit angrenzenden nördlichen Uferbereichen und Feuchtwiesen. Das Naturschutzgebiet Binnendünen bei Klein Schmölen grenzte nördlich an.
Heute liegt das Gebiet im UNESCO-Biosphärenreservat Flusslandschaft Elbe-Mecklenburg-Vorpommern. Mit Verabschiedung des „Gesetzes über das Biosphärenreservat Flusslandschaft Elbe Mecklenburg-Vorpommern“ vom 15. Januar 2015 wurde das Großschutzgebiet zur Umsetzung der nationalen Kriterien für die Anerkennung und Überprüfung von Biosphärenreservaten der UNESCO in Deutschland in Kern- und Pflege- und Entwicklungszonen gegliedert (§ 6 BRElbeG M-V). Gleichzeitig wurden mit Artikel 7 des Gesetzes „Aufhebung von Rechtsvorschriften“ die nationalen Schutzgebietsverordnungen und Beschlüsse u. a. zu Landschafts- und Naturschutzgebieten sowie zum Naturpark „Mecklenburgisches Elbetal“ aufgehoben, so dass diese Schutzgebietskategorien innerhalb des Biosphärenreservates nicht mehr existieren. Die Flächen des Naturschutzgebietes sind in den Schutzstatus Pflegezone in das UNESCO-Biosphärenreservat Flusslandschaft Elbe-Mecklenburg-Vorpommern übergegangen. Nach EU-Recht ist das Naturschutzgebiet Bestandteil eines FFH- und Vogelschutzgebietes.
Ein Betreten der Flächen ist nicht erlaubt. Einen guten Überblick bieten die Aussichtspunkte auf der nördlichen Binnendüne.

## Geschichte
Das Gebiet liegt im Urstromtal der Elbe. Es ist ein natürliches Überschwemmungsgebiet und wurde nur zur Beweidung genutzt, wie noch auf der Wiebekingschen Karte aus dem Jahr 1786 erkennbar. Erst in den 1970er Jahren wurden die Flächen durch den Bau des Polders Löcknitz eingedeicht.

## Tier- und Pflanzenwelt
Feuchtbiotope nehmen einen Großteil der Flächen ein. Typische Arten sind Brenndolde, Greiskraut, Gnadenkraut und Kleinblütiges Schaumkraut.
Zahlreiche Vogelarten nutzen die Flächen als Rastplatz, darunter Pfeif-, Spieß-, Knäk- und Löffelente, Kiebitz, Brachvogel, Grünschenkel, Wald- und Bruchwasserläufer. Ein bedeutender Brutvogel ist der Schilfrohrsänger. Der Fischotter kommt vor.